# Harembroek
Een harembroek is een poffige lange broek met een verlaagd kruis en broekspijpen die ingebonden zijn ter hoogte van de enkels. De harembroek verschilt niet wezenlijk van de bloomer, een lange pofbroek die progressieve vrouwen vanaf het midden van de 19e eeuw onder een rok droegen. Boven een harembroek wordt daarentegen geen rok gedragen. Technisch gezien verschilt een harembroek ook niet danig van een knickerbocker of plusfour, 19e- en vroeg-20e-eeuwse stijlen voor mannen.

## Geschiedenis
De harembroek werd rond 1910 door de Franse modeontwerper Paul Poiret (en andere ontwerpers) geïntroduceerd in het Westen en is geïnspireerd op kleding uit het Midden-Oosten en Oost-Europa, zoals de salwar. Poiret liet zich onder andere inspireren door Sjeherazade, een ballet van de Ballets Russes dat in 1910 in première ging in Parijs, met oriëntalistische kostuums van Léon Bakst. Poiret wou vrouwen met de harembroek 'bevrijden' – een broek zonder rok boven was op dat moment not done voor vrouwen – maar de oriëntalistische beeldtaal met referenties naar harems en sultans gaf het kledingstuk een immorele en erotische uitstraling, waardoor de harembroek geen groot succes kende. 
Harembroeken beleefden een bescheiden heropleving in de jaren 1980. De populaire Amerikaanse rapper MC Hammer droeg in de late jaren 80 gouden harembroeken, die bekend raakten als hammer pants. In de jaren 90 kwamen baggy jeans op in de alternatieve jeugd- en subculturen van skaters, hardcore punkers, ravers en rappers. Halverwege de jaren 2000 verdwenen deze broeken opnieuw grotendeels uit het straatbeeld.
Aan het einde van de jaren 2000 is de harembroek opnieuw verschenen in de damesmode.